# 池添隆博
池添 隆博（いけぞえ たかひろ、1976年 - ）は、日本の男性アニメーター、アニメーション演出家、アニメーション監督。千葉県出身。ウォルト・ディズニー・アニメーション・ジャパン所属を経て、studio-KIN代表。

## 参加作品

### テレビアニメ
2003年
- 無人惑星サヴァイヴ（-2004年、原画）

2004年
- 火の鳥（原画）
- 絶体絶命でんぢゃらすじーさん（-2005年、絵コンテ・演出・作画監督）
- ゾイドフューザーズ（-2005年、原画）
- わがまま☆フェアリー ミルモでポン! わんだほう（-2005年、原画）
- ブラック・ジャック（-2006年、原画）
- DAN DOH!!（原画）
- 双恋（原画）

2005年
- 絶対少年（原画）
- かみちゅ!（原画）
- おくさまは女子高生（演出）
- はっぴぃセブン 〜ざ・テレビまんが〜（OP原画）
- ノエイン もうひとりの君へ（-2006年、原画）

2006年
- 陰からマモル!（原画）
- 無敵看板娘（原画）
- RED GARDEN（演出）
- 史上最強の弟子ケンイチ（-2007年、絵コンテ・演出）

2007年
- NARUTO -ナルト- 疾風伝（-2017年、原画）
- 電脳コイル（絵コンテ・演出・原画）
- おおきく振りかぶって（絵コンテ・演出）
- ルパン三世 霧のエリューシヴ（演出）
- トランスフォーマー アニメイテッド（-2009年、絵コンテ・演出）

2008年
- 亡念のザムド（-2009年、演出・作画監督）

2009年
- はじめの一歩 New Challenger（絵コンテ・演出・原画）
- ドルアーガの塔 〜the Sword of URUK〜（OP原画）
- アラド戦記 〜スラップアップパーティー〜（監督・絵コンテ・演出・ED絵コンテ・演出）
- 鋼の錬金術師 FULLMETAL ALCHEMIST（-2010年、絵コンテ・演出・原画・第二原画・OP絵コンテ・OP演出・OP原画）
- たまごっち!（-2012年、原画）

2010年
- ソ・ラ・ノ・ヲ・ト（絵コンテ）
- ソウルイーター リピートショー（-2011年、OP絵コンテ・OP演出）
- STAR DRIVER 輝きのタクト（-2011年、絵コンテ・OP原画）
- そらのおとしものf（原画）
- 荒川アンダー ザ ブリッジ（絵コンテ）

2011年
- ロウきゅーぶ!（絵コンテ）
- Persona4 the ANIMATION（-2012年、原画）

2012年
- 松本零士「オズマ」（監督・絵コンテ・演出・OP/ED絵コンテ・演出）※総監督：高橋良輔
- エウレカセブンAO（ED絵コンテ）
- しろくまカフェ（-2013年、絵コンテ・演出・原画）
- 絶園のテンペスト（-2013年、原画）

2013年
- ポケットモンスター XY（-2016年、絵コンテ）

2014年
- テンカイナイト（-2015年、3DCG演出・絵コンテ・OP3DCGコンテ・OP3DCG演出）
- 棺姫のチャイカ（演出）
- 棺姫のチャイカ AVENGING BATTLE（OP絵コンテ・OP演出）

2015年
- SHOW BY ROCK!!（監督・絵コンテ・演出・第1話OP絵コンテ）

2016年
- 文豪ストレイドッグス（絵コンテ）
- SHOW BY ROCK!! しょ〜と!!（監督・絵コンテ・演出・原画）
- SHOW BY ROCK!!#（監督・絵コンテ・演出・原画）

2017年
- プリプリちぃちゃん!!（監督・絵コンテ・ED絵コンテ・ED演出）

2018年
- 新幹線変形ロボ シンカリオン（監督・絵コンテ）

2021年
- SHOW BY ROCK!! STARS!!（総監督）
- SDガンダムワールド ヒーローズ（監督）
- 新幹線変形ロボ シンカリオンZ（総監督・シリーズ構成）

2025年
- 東島丹三郎は仮面ライダーになりたい（監督）

### 劇場アニメ
2000年
- ティガー・ムービー プーさんの贈りもの（エフェクトアニメーション・クリンナップ）

2002年
- くまのプーさん 完全保存版II ピグレット・ムービー（原画）

2004年
- 名探偵コナン 銀翼の奇術師（原画）

2005年
- くまのプーさん ザ・ムービー/はじめまして、ランピー!（クリンナップ・アーティスト）
- デュエル・マスターズ 闇の城の魔龍凰（原画）
- あらしのよるに（原画）

2006年
- 死者の書（エフェクト・アニメーション）
- ブレイブ・ストーリー（原画）

2007年
- ピアノの森（原画）

2009年
- 劇場版 NARUTO -ナルト- 疾風伝 火の意志を継ぐ者（原画）

2011年
- トワノクオン（絵コンテ・演出・原画）
- 劇場版 NARUTO -ナルト- ブラッド・プリズン（原画）

2019年
- 劇場版 新幹線変形ロボ シンカリオン 未来からきた神速のALFA-X（監督）

### OVA
1997年
- くまのプーさん クリストファー・ロビンを探せ!（動画）

1998年
- ポカホンタスII/イングランドへの旅立ち（動画）

2002年
- ノートルダムの鐘II（原画）

2003年
- 101匹わんちゃんII パッチのはじめての冒険（原画）

2006年
- 真救世主伝説 北斗の拳 ラオウ伝 殉愛の章（原画）
- 鬼公子炎魔（-2007年、原画）

2010年
- バットマン:アンダー・ザ・レッドフード（原画）

### Webアニメ
2016年
- にこやか食堂 Web限定バージョン（アニメーションスーパーバイザー）

2018年
- ソードガイ The Animation（総監督）

2019年
- 機甲英雄 機鬥勇者（監督）
- SDガンダムワールド 三国創傑伝（監督・絵コンテ）